# Proyecto Patagonia

Mapa del área territorial federalizada por la ley 23 512 de 1987.

El Proyecto Patagonia y Capital fue un plan de la Argentina elaborado en 1986 por orden del presidente Raúl Alfonsín, para trasladar la Capital Federal al Distrito Federal Viedma-Carmen de Patagones, integrado por un complejo de ciudades en la Patagonia argentina, entre las cuales se encontraba Viedma, la capital de la Provincia de Río Negro, y Carmen de Patagones, la ciudad más austral de la Provincia de Buenos Aires, las dos ciudades principales de donde toma su nombre esta nueva jurisdicción.
El proyecto tenía múltiples fines: descentralizar y desburocratizar el poder político y separarlo del poder económico del país, ambos excesivamente concentrados en el Gran Buenos Aires; solucionar el problema demográfico argentino; desarrollar inversiones económicas en el interior del país; y dar inicio a una nueva revalorización del Estado Federal.
Aunque el traslado de la Capital fue la medida más relevante y recordada del Proyecto Patagonia, dentro de este también se incluía la provincialización del Territorio Nacional de Tierra del Fuego y la radicación de empresas en las provincias que integran la región patagónica.
El Proyecto Patagonia formó parte del plan para la fundación de la Segunda República Argentina, lanzado por Alfonsín mediante cadena nacional en la noche del 15 de abril de 1986. Al día siguiente pronunció en Viedma el memorable discurso donde convocaba a los argentinos a «crecer hacia el sur, hacia el mar y hacia el frío».
De las medidas proyectadas por Alfonsín en el Proyecto Patagonia solo se concretó la transformación de Tierra del Fuego de territorio nacional en provincia.
La ley 23512 de Traslado de la Capital de la República nunca fue derogada.

## Antecedentes y motivos del traslado de la Capital

### Instrucciones del año XIII art. 19.º
En 1813 la junta de Buenos Aires decidió convocar a todos los pueblos de las Provincias Unidas del Río de la Plata para que enviaran representantes a una asamblea, para definir el tipo de gobierno del nuevo país. Las Instrucciones del año XIII fueron el mandato que llevaron los diputados de la Provincia Oriental (actual Uruguay) a la Asamblea Nacional General Constituyente de 1813 de las Provincias Unidas del Río de la Plata. De entre sus destacados artículos de fuerte reivindicación federalista, dirigida por José Artigas, el artículo 19.º es el que genera más enfrentamiento con la élite que gobierna Buenos Aires, ya que establece que el sitio de residencia del gobierno «precisa e indispensablemente», ha de ubicarse fuera de Buenos Aires.

### Ciudades capitales
En Buenos Aires la concentración del poder político y económico es análoga a las de las capitales de los países europeos, en los que, al ser estados pequeños, son funcionales a este fin. Los que apoyaban este proyecto afirmaban que esta distribución no es conveniente en la Argentina, debido a que es un país extenso que necesita tener una población y riqueza distribuida en su territorio y no concentrada mayormente en una sola urbe como Buenos Aires, por eso Argentina es conocida como un país macrocefálico.

### El Gran Buenos Aires
El Gran Buenos Aires cuenta con una porción del territorio que no supera el 1 % del total del país y concentra el 33,2 % de la población, más del 40 % del PBI y 66 % de los servicios.
Al ser Buenos Aires un polo donde se concentra la actividad política, económica y cultural del país, el espíritu del proyecto era quitarle su facultad política y trasladarla hacia Viedma.
Los que impulsaban este proyecto creían que descentralizar Buenos Aires daría una oportunidad al interior y nivelaría el grave desequilibrio territorial y de recursos que cuenta la Argentina. El Proyecto Patagonia tenía el doble objetivo de descentralizar la Buenos Aires y el Conurbano y además desarrollar la región patagónica.

### La Patagonia
Los proyectos para solucionar el desmesurado crecimiento de la Capital Federal y, por ende, de la necesidad del traslado de la capital ya se habían propuesto antes. El presidente de facto Alejandro Agustín Lanusse presentó varios proyectos que contemplaban un planeamiento demográfico y territorial de la Argentina. El 3 de mayo de 1972, durante su presidencia, se sancionó el decreto-ley 19 610, el cual declara la necesidad de trasladar la Capital de la Nación fuera de la ciudad de Buenos Aires. La conflictiva situación de violencia que atravesaba el país en aquel momento y el posterior retorno al poder del peronismo al año siguiente, hicieron que la ley no se cumpliera y pasara desapercibida.
Poblar y desarrollar la Patagonia argentina ha sido un antiguo anhelo argentino desde la llamada Conquista del Desierto, cuando esta región fue incorporada al territorio argentino. En coincidencia con este pensamiento, los gobiernos militares han considerado a esta región uno de los lugares con mayores posibilidades de recibir población, teniendo en cuenta su amplitud de territorio, disponibilidad de agua potable, ubicación sobre el mar y clima templado. Se cree[¿quién?] que Raúl Alfonsín conocía estos argumentos, por lo cual tomó la decisión de materializarlos mediante su proyecto.[cita requerida]
Luego del conflicto con Chile, en 1978, y la guerra de las Malvinas, en 1982, los gobernantes argentinos se percataron de que la Patagonia formaba parte de un sector clave en la geopolítica de Sudamérica, debido a que esta cuenta con proyección hacia el mar argentino y el Austral, el estrecho de Magallanes, las islas Malvinas y la Antártida.
Alfonsín consideraba que la Patagonia era el sector más sensible en el ejercicio de la soberanía del Territorio Argentino ya que solo contaba aproximadamente con un millón y medio de habitantes.
Es por eso que el proyecto para mudar la capital a Viedma-Carmen de Patagones sería en un marco ideológico y teórico apuntar hacia la defensa y consideración de la soberanía argentina en el sur.[cita requerida]}
La elección de la comarca de Viedma-Carmen de Patagones se debió a que el gobernador de la provincia de Río Negro, Osvaldo Álvarez Guerrero, en 1985 planificaba trasladar la capital rionegrina a la zona de Alto Valle, motivo por el cual Alfonsín, que ya pensaba trasladar la capital de la Nación a la Patagonia, eligió a la comarca. Álvarez Guerrero en 2006 en una entrevista al Diario Río Negro comento que Alfonsín le había confesado que se imaginaba a Viedma «como San Petersburgo, más modesta, pero arquitectónicamente, bella y monumental».

## Historia del Proyecto Patagonia
El 13 de abril de 1986, el diario Clarín publicó en su tapa que el Gobierno iba a trasladar la Capital Federal a Viedma, rompiendo el secreto del proyecto gestado por Poder Ejecutivo Nacional desde febrero.
El anuncio obligó al presidente Alfonsín a acelerar los acontecimientos: al día siguiente, 14 de abril, se reunió con su gabinete en la quinta de Olivos y estudió como seguir adelante con el proyecto. El 15 de abril, se promulgaron los decretos 527 y 528 donde se establecía la creación de dos organismos para el cumplimiento del proyecto, la Comisión Nacional para el Proyecto Patagonia y Capital y la Comisión Técnica Asesora en Problemas Urbanísticos, Arquitectónicos y Ambientales.
A la tarde del 15 de abril, Alfonsín se trasladó a la ciudad de La Plata y, en un acto en la Legislatura de la Provincia de Buenos Aires, presentó el proyecto al gobernador y los legisladores de esta provincia. A la noche del mismo día, de vuelta en Buenos Aires, pronunció por cadena nacional de radio y TV y ante los miembros del Consejo para la Consolidación de la Democracia, su discurso sobre la fundación de la Segunda República Argentina, donde se incluía el traslado de la Capital Federal a la Patagonia, la reforma de la Constitución Nacional, la creación de la Provincia del Río de la Plata, y la provincialización de Tierra del Fuego, entre otras reformas institucionales.
El día 16 de abril Alfonsín viajó a Viedma y a la tarde de ese día entregó el proyecto de la nueva capital al gobernador y legisladores de la provincia de Río Negro. Inmediatamente después se realizó un acto en los jardines del ministerio de economía de la provincia, donde desde los balcones del mismo, Alfonsín pronunció un discurso donde convocaba a los argentinos a marchar «hacia el sur, hacia el mar y hacia el frío». Según fuentes periodísticas de la época, alrededor de 10 000 personas participaron del acto y escucharon el discurso de Alfonsín.
Durante el primer año y para consolidar el proyecto, Alfonsín invitó a numerosas figuras nacionales e internacionales a visitar la comarca de Viedma-Carmen de Patagones, entre ellos el papa Juan Pablo II, en abril de 1987, quien fue en aquella ocasión el primer y único pontífice que hasta el día de hoy visitó la Patagonia. El papa no tenía incluido en su itinerario de Argentina visitar estas ciudades, pero a pedido del presidente viaja a la comarca.
A pesar de que la Unión Cívica Radical solo tenía mayoría en la Cámara de Diputados, el proyecto de ley de Traslado de la Capital de la República ingresó al Congreso Nacional por la Cámara de Senadores, que era controlada por el Partido Justicialista. El proyecto de ley ingresó por la mesa de entradas del Senado el día 30 de julio de 1986 y la Cámara alta después de haberlo tratado en diversas comisiones lo debatió en las sesiones del 11, 18, 19, 20, 24 y 25 de marzo de 1987, siendo aprobado con modificaciones por esta Cámara en esta última sesión del 25 de marzo. Luego el proyecto fue remitido a la Cámara de Diputados donde fue debatido en las sesiones del 21 de abril y 6 y 7 de mayo, siendo aprobado definitivamente por la cámara baja y sancionado como ley del Congreso de la Nación en la sesión del 27 de mayo de 1987, bajo el número 23 512.
La ley 23512 declara como Capital de la República a los núcleos urbanos erigidos y por erigirse en un futuro, en el área de las ciudades de Viedma, Carmen de Patagones y Guardia Mitre, esta última está ubicada a setenta kilómetros hacia el noroeste de las dos primeras. La ley también federaliza un amplio territorio de campos en la zona del Valle Inferior del río Negro, cedidos por las Legislaturas de las provincias de Buenos Aires y Río Negro. El nuevo Distrito Federal tendría una extensión total de 490 000 hectáreas, 180 000 cedidas por la provincia de Buenos Aires a través de la ley 10 454 del 17 de octubre de 1986 y 310 000 de la provincia de Río Negro, cedidas a través de la ley 2086 del 10 de julio del mismo año. Dentro de este territorio federalizado también se encontraban comprendidos los pueblos de Cardenal Cagliero, San Javier y Balneario El Cóndor.
El 21 de julio de 1987, a través del decreto 1156, la Comisión Técnica Asesora en Problemas Urbanísticos, Arquitectónicos y Ambientales es disuelta y su estructura administrativa se transforma en el Ente para la Construcción de la Nueva Capital - Empresa del Estado (ENTECAP).
El ENTECAP fue un organismo con vastos poderes, el cual tenía la función de expropiar tierras, proyectar el nuevo trazado urbano y desarrollar las diversas obras de infraestructura para cumplir con el proyecto, entre otras funciones. Fue creado a imitación del NOVACAP, organismo brasileño que en los años cincuenta del siglo XX erigió la ciudad de Brasilia y su nuevo Distrito Federal.
Durante los tres años y medio en que estuvo en marcha el proyecto, tanto la Comisión Técnica Asesora primero, como su sucesor el ENTECAP, realizaron diversos estudios en diferentes temas (ecológicos, económicos, urbanísticos, demográficos, energéticos, turísticos, hídricos, etc.) y trazaron los planos y maquetas de las diferentes obras de infraestructura necesarias para el asentamiento de población y cumplimiento del proyecto de traslado, como viviendas, hospitales, escuelas, puentes, oficinas públicas, entre otras. De acuerdo a las publicaciones hechas por el ENTECAP entre los años 1987 y 1989 en la Revista Summa de arquitectura, la superficie a construir sería de 7 777 473 metros cuadrados, de los cuales 5 700 000 era de viviendas, 480 000 de edificios públicos principales, 405 965 de establecimientos educativos, 84 300 de servicios de salud y 1 107 203 de otros edificaciones. El costo total que debería invertir el Estado sería de 2231 millones de dólares estadounidenses. También el ENTECAP estableció el traslado de 23 000 empleados públicos desde la ciudad de Buenos Aires.

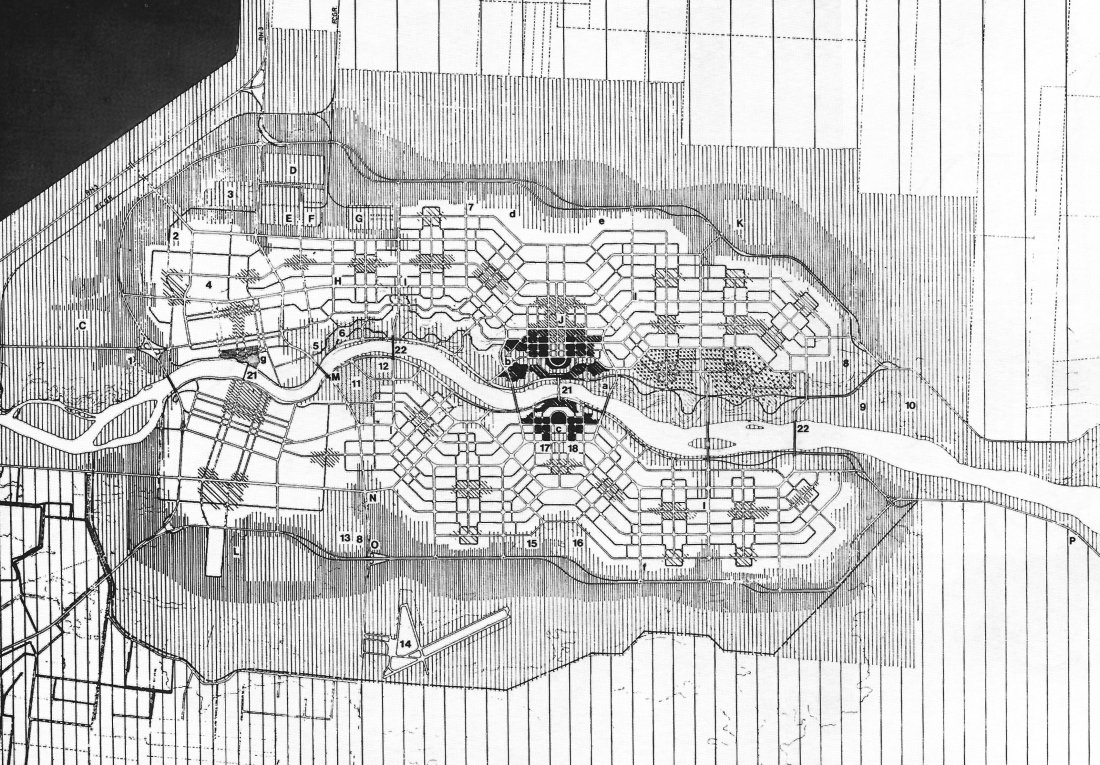
Plano del nuevo nucleo urbano proyectado que iba a contener y a unificar a las ciudades Viedma y Carmen de Patagones (plan director del ENTECAP aprobado en 1987)

De acuerdo a lo publicado en la revista Summa el ENTECAP establecía que la nueva Capital Federal se iba a poder inaugurar en unos doce años, para el inicio de nuevo siglo. Pero a pesar de todo lo planificado en poco tiempo el proyecto cayó en el olvido, ya que a fines de los años ochenta la Argentina entró en una profunda crisis social y económica, producto del fracaso del Plan Austral (la moneda de la época). Debido a esto el presidente Alfonsín debió entregar el gobierno seis meses antes al candidato electo por el Partido Justicialista Carlos Saúl Menem.
Cuando Carlos Menem asumió el proyecto de traslado de la Capital seguía técnicamente en marcha pero debido a la crisis económica se había retrasado el inicio de las diversas obras de infraestructura planificadas. En los primeros meses de gobierno Menem tuvo una postura ambigua con el proyecto y nombra mediante el decreto 1049 del 10 de octubre de 1989, al diputado rionegrino Romulo Víctor Barreno, gran defensor del proyecto, como presidente del ENTECAP junto con nuevo grupo de funcionarios al frente del organismo. Pero en noviembre de 1989, Menem deroga el decreto 1156/87 y disuelve el ENTECAP, estableciendo la liquidación de todos sus bienes y propiedades y dejando materialmente sin efecto el proyecto pero sin derogar la ley 23512. Según el politólogo Alfredo Armando Aguirre, Menem fue presionado por sus aliados liberales, impulsores de las reforma del Estado y quienes se habían opuesto al Proyecto Patagonia desde el Congreso Nacional, lo que lleva a disolver el ENTECAP.

## Críticas al proyecto y causas del fracaso
Muchos intelectuales y políticos que apoyaban el proyecto sostienen que el fracaso no se debió a la crisis económica, como se argumenta para justificar la cancelación, sino por la enorme presión de los medios de comunicación porteños y de los sectores ligados a los intereses políticos y económicos de la ciudad de Buenos Aires. En un primer momento los diarios Clarín y La Nación, principales diarios de la época, acompañaron y apoyaron el traslado al principio, pero al cabo de un tiempo, se alinearon con los sectores opositores del mismo, quienes lo tildaban de «costosísimo», «faraónico» e «innecesario» y sostenían que el traslado de la capital traería más perjuicios que beneficios al país. Los canales de TV porteños de alcance nacional, la mayoría en manos del Estado y dirigidos por funcionarios radicales, como Canal 9, el único privado en los '80, en un primer momento acompañaron el proyecto pero después de 1987 lo ignoraron.
El politólogo Alfredo Armando Aguirre (quien ha escrito numerosos artículos sobre el traslado de la Capital desde el año 1977) y el geógrafo Rafael Garzón, acusan a los funcionarios nombrados al frente del ENTECAP de colaborar con los detractores del proyecto, ya que estos diseñaron un proyecto demasiado costoso, dándole argumento a los opositores. Además de dilatar los tiempos haciendo estudios y maquetas, en vez de poner en marcha la construcción de las obras de infraestructura que materializaran el traslado. Garzón dice que debieron utilizarse los edificios estatales existentes en Viedma y Carmen de Patagones, los cuales según este autor fueron desechados por el ENTECAP.
El ENTECAP fue muy cuestionado por gastar demasiado dinero en personal y oficinas en la subsede de Buenos Aires, en vez de funcionar en Viedma donde tenía su sede legal, según sostenía el decreto que lo creó. Aldo Martínez, quien fuera intendente de Viedma entre 1987 y 1991, sostuvo en una entrevista que en Buenos Aires primero el ENTECAP tenía dos o tres oficinas en el edificio del Ministerio de Obras públicas de la Nación que estaba sobre la Avenida 9 de Julio, luego todo un piso, y más tarde alquilaron dos pisos en la Avenida Libertador en el barrio de Palermo. Según una nota del diario La Nueva Provincia de Bahía Blanca, el organismo llegó a tener entre la sede de Viedma y la de Buenos Aires ciento diez (110) agentes, lo que implicó erogaciones por 22 millones de dólares para pagar los sueldos de estos, además de varios vehículos.
También se habló de falta de decisión política del expresidente Alfonsín por no viajar a Viedma periódicamente a firmar decretos y hacer actos oficiales y simbólicos que crearan en la población una conciencia de la nueva capital, en vez de esperar que toda la nueva ciudad estuviera construida para que el Poder Ejecutivo se mudara a ella. El mismo Alfonsín sostuvo en una entrevista que su secretaria de vivienda, la arquitecta Elva Roulet, lo acusó de falta de decisión política y le había aconsejado que debía hacer edificios sencillos y mudarse a Viedma y luego ir trasladando de a poco las distintas dependencias gubernamentales. Alfonsín se defendía de estas acusaciones sosteniendo el argumento que él creía que el Partido Justicialista, que había votado a favor de la ley 23.512, lo continuaría.

## Consecuencias del fracaso
Además de una gran frustración, el incumplimiento de este proyecto dejó secuelas negativas y muy profundas en la zona de Viedma y Carmen de Patagones. El solo anuncio del traslado de la Capital Federal provocó una enorme suba de los precios de las tierras e inmuebles ubicados en el área de la nueva capital, los cuales llegaron a valer hasta diez veces más de su valor originario.
Otra consecuencia del proyecto fue la migración expontanea de muchas personas provenientes de distintas partes del país, que se mudaron buscando trabajo, las cuales prácticamente duplicaron la población de la comarca. Muchas de estas personas se mudaron impulsadas por el ENTECAP, ya que iban a ser los obreros que iban a construir los edificios y obras de infraestructura diagramadas por este organismo.
Pero al caerse el proyecto del traslado de la Capital y disolverse el ENTECAP, el Gobierno nacional se desligó de estos temas, debiéndose las municipalidades de Viedma y Carmen de Patagones hacerse cargo de toda esta población que estaba desocupada y sin vivienda. Varios años después el Gobierno Nacional otorgó un crédito a estas municipalidades que quedaron con un gran déficit. Posteriormente el Poder Ejecutivo pretendió cobrarles dichos fondos. A fines de los años 90, a través de una ley del Congreso de la Nación y por iniciativa del senador rionegrino Remo Costanzo, estos créditos fueron condonados y se convirtieron en "fondos de reparación histórica". También se aprobó la terminación de diversas viviendas proyectadas por el ENTECAP y que luego quedaron paralizadas por la crisis.[cita requerida]
El proyecto del traslado dejó al menos a Viedma como herencia el mejoramiento de los servicios de agua potable y cloacas y diversos barrios, entre ellos el barrio Ceferino (ex 1016), donde iban a vivir los obreros que debían construir la nueva Capital Federal.

## Intentos de revivir el Proyecto Patagonia con la ley 23512
A pesar de que el traslado de la Capital Federal quedo identificado fuertemente a Raúl Alfonsín por haber sido él quien lo impulsó en 1986, la necesidad del traslado fue un tema muy discutido desde principios del siglo XX. En los años 1980 el Proyecto Patagonia y Capital dividió internamente a los dos grandes partidos políticos argentinos de la segunda mitad del siglo XX. Tanto en la UCR como en el PJ despertó adhesiones y rechazos. Y aunque el proyecto fue anulado por el gobierno de Carlos Menem, muchos intelectuales y políticos han seguido sosteniendo la necesidad de trasladar la Capital Federal fuera de la ciudad de Buenos Aires. 
Durante los años 1990 la idea del traslado prácticamente fue olvidada por los sectores gobernantes, el periodismo y la opinión pública, pero en los primeros años del siglo XXI, con la recuperación económica argentina post cisis de la convertibilidad, ha habido un renacer de la idea del traslado de la Capital y del Proyecto Patagonia, mencionándose en diversos artículos periodísticos y mediante la presentación de diversos proyectos de ley en el Congreso de la Nación, tanto a favor como en contra de la ley 23512.

### Década de 1990 y menemismo
En 1990, por iniciativa de Raúl Alfonsín, se incluyó el tema del traslado en el punto III de las Bases de Acción Políticas de la Unión Cívica Radical, que se refiere al Federalismo, el cual dice: «…Propiciar el reordenamiento territorial y la desconcentración de la población. Implementar oportunamente el traslado de la Capital Federal».
En 1993, Raúl Alfonsín acordó con Carlos Menem la reforma de la Constitución Nacional —véase Pacto de Olivos— y a través de este acuerdo Alfonsín logró que se incorporasen al nuevo texto constitucional varios artículos, donde logró plasmar sus ideales políticos, entre ellos el traslado de la Capital de la República. Así la convención constituyente de 1994 introdujo los artículos 45.º y 129.º, que establecieron la posibilidad de trasladar la Capital Federal fuera de la Ciudad de Buenos Aires y la provincialización de esta última una vez que las autoridades federales estuviesen radicadas en su nueva sede, como establece el artículo 6.º de la ley 23 512.
El primero de estos artículos sostiene que «La Cámara de Diputados se compondrá de representantes elegidos directamente por el pueblo de las provincias, de la ciudad de Buenos Aires, y de la Capital en caso de traslado…» y el segundo dice que, «La ciudad de Buenos Aires tendrá un régimen de gobierno autónomo, con facultades propias de legislación y jurisdicción…» pero que «…Una ley garantizara los intereses del Estado Nacional, mientras la ciudad de Buenos Aires sea capital de la Nación…»
Durante esta década varios intelectuales como Alfredo Armando Aguirre y Rafael Garzón siguieron apoyando el proyecto de traslado de la Capital y publicando artículos a favor del mismo.

### Primero años del 2000 y gobiernos kirchneristas
El 2 de enero de 2000, el historiador argentino Félix Luna declaró en una entrevista al Diario Río Negro que «La mudanza de la Capital a Viedma era una necesidad. Pero creo también que Alfonsín presentó muy mal la idea: se apresuró, la presentó demasiado sorpresivamente y entonces no prendió en la sociedad, ni siquiera en la UCR. Sin embargo, sigo creyendo que es necesario sacar la Capital de Buenos Aires… Se necesita un lugar donde se haga política y administración y nada más, donde los dirigentes del interior no queden atrapados por las atracciones de la gran ciudad, como sucede en Buenos Aires. Es indudable que a algún lado hay que llevarla, no sé si a la Patagonia o algún otro sitio, pero desde aquí no se puede seguir gobernando».
Durante el año 2001 varios diputados y senadores —Carlos D. Funes, José L. Gioja, Alberto M. Tell, Carlos L. de la Rosa y Daniel Baum— presentaron un proyecto de ley para trasladar la Capital Federal al predio que ocupa actualmente la guarnición militar de Campo de Mayo, ubicada a unos 30 km al noroeste de la ciudad de Buenos Aires, y propone derogar la ley 23512.
En julio de 2002 se publica el libro Metas para el año 2010 argentinos a las obras cuyo autor es el abogado Guillermo Laura, en este libro se propone entre diversas obras de infraestructura y reformas institucionales el traslado de la capital a la ciudad de Rio Cuarto en la provincia de Córdoba.
En 2002, durante la campaña electoral para presidente, Adolfo Rodríguez Saá propuso en su plataforma política trasladar la Capital del país al interior.
En 2003, el diario Clarín publicó un artículo sobre las obras públicas que se prometieron desde 1983 pero nunca se concretaron. En este artículo se hace referencia al proyecto de traslado de la Capital y se transcribió un comentario de Aldo Neri, quien fuera presidente de la Comisión Nacional para el Proyecto Patagonia y Capital, el cual sostiene que «el proyecto empezó tarde, cuando el austral se empezaba a pinchar y el radicalismo entraba en una debacle. Pero… aún reivindicó su objetivo de descentralizar la megalópolis porteña».
Durante la campaña electoral de 2005, el diputado nacional rionegrino Hugo Cuevas, quien era candidato en ese momento, declaró al Diario Río Negro que el traslado de la capital a Viedma lo obsesionaba y que soñaba con plantear nuevamente el tema si llegaba al Congreso de la Nación.
En varias oportunidades, en entrevistas a diversos medios televisivos y gráficos, el expresidente Raúl Alfonsín comentó que debió haberse ido a vivir en carpa a Viedma y no planificar tanto los edificios públicos donde iba a funcionar el Gobierno nacional. Y también sostuvo durante el año 2006 que tenía la esperanza que el presidente Néstor Kirchner, por ser de origen patagónico (nacido en la provincia de Santa Cruz) fuera sensible al tema y decidiera retomar el proyecto de traslado de la capital federal a esta ciudad, ya que las condiciones económicas del país eran propicias para llevarlo adelante. Esto último también fue compartido por muchos políticos de diversos partidos quienes habían participado en los años ochenta del proyecto, según declaraciones al diario La Nueva Provincia de la ciudad bonaerense de Bahía Blanca.
En el año 2007 el diputado nacional, por la Provincia de Buenos Aires, Héctor Recalde, del Frente para la Victoria (FPV), presentó en el Congreso argentino un proyecto para derogar la ley 23 512.
Durante el mes de abril del mismo año, el diputado nacional por la provincia de Entre Ríos, Raúl Patricio Solanas (FPV), presentó un nuevo proyecto de ley para trasladar la Capital fuera de Buenos Aires, el cual establece la derogación de la ley 23512 pero establece la creación de una comisión honoraria que a través de una amplia consulta y de diversos estudios deberá determinar cual es el sitio geográfico más viable para localizar la Capital de la República.
Después de más de veinte años que ningún presidente en ejercicio visitaba la ciudad de Viedma, en el mes de octubre de 2008 durante la visita de la presidenta Cristina E. Fernández a esta ciudad, un cronista del diario Noticias de Río Negro, preguntó a la presidenta acerca del proyecto de trasladar la Capital Federal a esta ciudad. Ante la pregunta del cronista, Cristina Fernández respondió: «sí, me acuerdo, nosotros apoyamos ese proyecto en aquel momento porque la consideramos una medida muy importante».
En abril de 2009, pocos días después de la muerte de Raúl Alfonsín, Cristina E. Fernández, visitó a la familia del fallecido expresidente y en la conversación que mantuvo con los integrantes de la misma les comentó que: «Alfonsín tenía razón cuando planteó el tema del traslado de la Capital. Es cierto que ahora no podemos meternos en esa discusión, pero en algún momento habrá que dar ese debate».
El 31 de julio de 2009 tres diputados nacionales del FPV por la provincia de Misiones, Lía Fabiola Bianco, Miguel Ángel Iturrieta y Emilio Kakabur presentaron, un proyecto de resolución en el Congreso argentino en donde se solicita al Poder Ejecutivo de la Nación que cumpla con lo establecido en la ley 23512 y materialice el traslado de la Capital Federal.
También durante el año 2009, el Senador nacional, por la Provincia de Santiago Del Estero, Emilio Alberto Rached (UCR) presentó un proyecto de comunicación para que se cumpla con la ley 23 512.
El 28 de septiembre de 2010, un mes antes de su fallecimiento, cuando Néstor Kirchner sostuvo, después de una disertación en la New School University de Viedma, «en 1987, el doctor Alfonsín propuso el cambio (de capital) a Viedma, yo era intendente (de Río Gallegos) y lo apoyé».
En 2014, el presidente de la cámara de diputados Julián Domínguez propuso «repensar si la capital política debe estar en esta ciudad (Buenos Aires)» .

### Limbo jurídico de la ley 23512
Después de veintiocho años de existencia la ley 23512 entró en un nuevo dilema y limbo jurídico al que ya se encontraba desde 1994 con el vencimiento de los plazos establecidos por las leyes provinciales que cedían territorio. 
El 21 de mayo de 2014 el Proyecto Patagonia y Capital fue tildado de derogado por no haber sido incluido el Digesto Jurídico Argentino. Según sostiene el diario Infobae los legisladores tanto del oficialismo como de la oposición no incluyeron la ley 23512 en el digesto ya sea por un olvido o porque creyeron que estaba sin vigencia la misma. Lo cierto es que la mera falta de inclusión en el referido compendio, no importa la derogación de la ley, lo que requiere su previo debate y sanción sobre el particular por el órgano legislativo nacional, conforme dicta la Constitución.
Lo curioso que el Digesto Jurídico Argentino (que es el cuerpo ordenado de las normas argentinas vigentes) consta de dos anexos, uno con las leyes vigentes y otro con las leyes que ya no están vigentes (por haber cumplido su objetivo) y la ley 23512 no fue incluida en ninguno de los dos anexos.
En una clara muestra del limbo jurídico en el que quedó la ley 23512, el Diputado Nacional por Santa Fe Alejando Ramos (Bloque Primero Argentina) presenta el 22 de marzo de 2019 un Proyecto de Resolución para que la Cámara de Diputados de la Nación resuelva "solicitar al Poder Ejecutivo el cumplimiento a la Ley Nº 23512 del año 1986, y que a los fines de hacer esto posible se instrumenten los mecanismos necesarios para el traslado del Parlamento a las ciudades de Carmen de Patagones, Viedma y Guardia Mitre". Este proyecto, identificado con el expediente 0989-D-2019, fue girado en primera instancia a la Comisión de Asuntos Constitucionales.

## El Proyecto Patagonia después del Digesto Jurídico Argentino
En los años posteriores a la sanción del Digesto Jurídico argentino se abrió un nuevo ciclo de propuestas de proyectos legislativos en el Congreso de la Nación para revivir el Proyecto Patagonia y Capital, el cual forma parte del imaginario colectivo y la cultura popular  de muchos sectores sociales y políticos argentinos, en especial los que habitan las provincias (mal llamadas) del interior, que son todas las regiones de Argentina que no están incluidas en el Área Metropolitana de Buenos Aires (AMBA); como también la presentación nuevos proyectos y propuestas de ley para trasladar la capital federal a otras ciudades que no sean la comarca de Viedma - Carmen de Patagones.
El 20 de abril del año 2016 la senadora nacional por la provincia de Río Negro, del Frente para la Victoria, Silvina García Larraburu presenta un proyecto de ley (expediente 1212-S-2016) que revive el Proyecto Patagonia con un texto similar al de la ley 23512. Este proyecto fue girado en aquel momento a tres comisiones parlamentarias (asuntos constitucionales, asuntos administrativos y municipales y presupuesto y hacienda) donde no fue tratado por ninguna, El proyecto pierde su estado parlamentario pero se lo vuelto a presentar el 20 de marzo de 2018 (expediente 0409-S-2018) pero en esta oportunidad Larraburu es acompañada por el senador de Neuquén,  Marcelo Fuentes, también del Frente para la Victoria, siendo girado a las mismas comisiones que en 2016 pero no siendo tratado nuevamente y perdiendo estado parlamentario, pero el mismo proyecto de ley lo vuelve a presentar Larraburu el 23 de octubre de 2024 bajo el número de expediente 2061-S-2024.
Simultáneamente al proyecto de Larraburu la idea de revivir el Proyecto Patagonia sigue vigente en los parlamentarios,  tal es el caso de la senadora de Chubut, Edith Terenzi, del bloque Despierta Chubut que el 17 de octubre de 2024,  presenta el proyecto de ley (expediente 2023-S-2024) con un texto similar al de Larraburu. 
El sábado 12 de octubre de 2024 el gobernador de Chubut, Ignacio Torres, fue invitado al programa la noche de Mirtha conducido por Mirtha Legrand, que se emite por la cadena televisiva El Trece. Torres sentado a la mesa junto a la conductora y a otros invitados hizo referencia al proyecto de la senadora Edith Terenzi y dijo “presentamos un proyecto de ley en el Congreso, que ojalá se debata con la seriedad que amerita. El proyecto propone mudar la capital”.
Además de estos proyectos que intentan volver a recuperar el Proyecto Patagonia el día 6 de agosto de 2024 el senador entrerriano Edgardo Kueider, de Unión por la Patria, presenta un proyecto para trasladar la capital de la república a la ciudad de Parana en territorio de la  Provincia de Entre Ríos, este proyecto de ley ingreso en mesa de entrada del Senado bajo el expediente 1347-S-2024. En diciembre de 2021 a través de Twitter el dirigente social y político Juan Grabois también había respaldadó la idea de trasladar la Capital Federal al norte del país y propuso realizar una consulta popular al respecto.

## El Proyecto Patagonia en la cultura popular
En el año 2015 se publica la novela "Viedma" cuyo autor es el periodista y publicista Gonzalo Álvarez Guerrero, hijo del exgobernador radical de Río Negro, Osvaldo Álvarez Guerrero, quien desempeño su mandato entre 1983 y 1987. En esta novela histórica ambientada en los años del traslado de la capital federal a Viedma, Gonzalo, nos cuenta ficcionadamente hechos personales e históricos por él vividos que marcaron fuertemente su adolescencia. En esta novela se publican dos laminas adjuntas a color con los planos de la nueva ciudad capital proyectada y del área central donde iban estar los edificios federales de gobierno. 
En el año 2022 se estrenó el film «Viedma, la capital que no fue», un documental dirigido y escrito por el realizador rionegrino Jorge Leandro Colás. Como su título lo indica el mismo cuenta la historia del proyecto no concretado de traslado de la capital federal. Además de material fílmico y periodístico recuperado de la época, participan de este documental diversas personalidades de la política y de la sociedad argentina y rionegrina que estuvieron de distinta forma vinculadas al Proyecto Patagonia quienes dan testimonio de su experiencia vivida en torno al mismo, con diversas miradas y opiniones. Este documental fue declarado de interés cultural por el Concejo Deliberante de Viedma, por la Legislatura de Río Negro y por la Cámara de Diputados de la Nación.